# Oligia exhausta
Oligia exhausta är en fjärilsart som beskrevs av Smith 1903. Oligia exhausta ingår i släktet Oligia och familjen nattflyn. Inga underarter finns listade i Catalogue of Life.